# Rezerwat przyrody Kozie Góry
Rezerwat przyrody Kozie Góry – leśny rezerwat przyrody w gminie Lubartów, w powiecie lubartowskim, w województwie lubelskim. Leży w granicach Kozłowieckiego Parku Krajobrazowego, na terenie Nadleśnictwa Lubartów, w leśnictwie Jawidz.
- powierzchnia: 41,04 ha (dane z nadleśnictwa oraz według aktu powołującego)
- rok utworzenia: 1958
- dokument powołujący: Zarządzenie Ministra Leśnictwa i Przemysłu Drzewnego z 23 lipca 1958 roku w sprawie uznania za rezerwat przyrody (M.P. z 1958 r. nr 65, poz. 384)[5].
- cel ochrony (według aktu powołującego): zachowanie ze względów naukowych fragmentu lasu dębowego o charakterze naturalnym z dębem bezszypułkowym (Quercus sessilis), typowym dla siedliska piaszczystego na Wysoczyźnie Siedleckiej